# Noah Welch
Pour les articles homonymes, voir Welch.
Noah Welch (né le 26 août 1982 à Brighton dans le Massachusetts aux États-Unis) est un joueur professionnel américain de hockey sur glace. Il évolue au poste de défenseur.

## Carrière en club
Il est repêché de l'université Harvard au cours du repêchage 2001 de la Ligue nationale de hockey par les Penguins de Pittsburgh au second tour, le 54e choix au total.
Il ne rejoint pas immédiatement la franchise de la LNH et continue l'université puis joue pour les Penguins de Wilkes-Barre/Scranton de la Ligue américaine de hockey (LAH), équipe réserve de Pittsburgh, en 2005-2006. Cette même saison, il fait également ses premiers matchs dans la LNH (cinq matchs).
Annoncé comme mis en réserve pour jouer avec les Penguins de WBS, Welch est rappelé de temps en temps pour jouer dans la LNH mais finalement, le 27 février 2007, il rejoint les Panthers de la Floride en échange de Gary Roberts. Au cours de la saison suivante, il s'engage avec le Lightning de Tampa Bay.
À l'été 2009, il signe un contrat d'une saison en tant qu'agent libre avec les Thrashers d'Atlanta. Bien qu'il rate la majorité de la saison suivante en raison d'une blessure, il décroche l'été suivant un autre contrat avec les Thrashers.

## Statistiques
| Saison     | Équipe                            | Ligue      |    | Saison régulière | Saison régulière | Saison régulière | Saison régulière | Saison régulière |   | Séries éliminatoires | Séries éliminatoires | Séries éliminatoires | Séries éliminatoires | Séries éliminatoires |
| Saison     | Équipe                            | Ligue      | PJ | B                | A                | Pts              | Pun              | PJ               | B | A                    | Pts                  | Pun                  |                      |                      |
| 2001-2002  | Crimson d'Harvard                 | NCAA       | 27 | 5                | 6                | 11               | 56               | -                | - | -                    | -                    | -                    |                      |                      |
| 2002-2003  | Crimson d'Harvard                 | NCAA       | 34 | 6                | 22               | 28               | 70               | -                | - | -                    | -                    | -                    |                      |                      |
| 2003-2004  | Crimson d'Harvard                 | NCAA       | 34 | 6                | 13               | 19               | 58               | -                | - | -                    | -                    | -                    |                      |                      |
| 2004-2005  | Crimson d'Harvard                 | NCAA       | 34 | 6                | 12               | 18               | 86               | -                | - | -                    | -                    | -                    |                      |                      |
| 2005-2006  | Penguins de Wilkes-Barre/Scranton | LAH        | 77 | 9                | 20               | 29               | 99               | 11               | 1 | 0                    | 1                    | 18                   |                      |                      |
| 2005-2006  | Penguins de Pittsburgh            | LNH        | 5  | 1                | 3                | 4                | 2                | -                | - | -                    | -                    | -                    |                      |                      |
| 2006-2007  | Penguins de Wilkes-Barre/Scranton | LAH        | 27 | 5                | 16               | 21               | 24               |                  |   |                      |                      |                      |                      |                      |
| 2006-2007  | Penguins de Pittsburgh            | LNH        | 22 | 1                | 1                | 2                | 22               | -                | - | -                    | -                    | -                    |                      |                      |
| 2006-2007  | Americans de Rochester            | LAH        | 11 | 2                | 4                | 6                | 21               | 6                | 0 | 2                    | 2                    | 12                   |                      |                      |
| 2006-2007  | Panthers de la Floride            | LNH        | 2  | 1                | 0                | 1                | 2                | -                | - | -                    | -                    | -                    |                      |                      |
| 2007-2008  | Panthers de la Floride            | LNH        | 4  | 0                | 0                | 0                | 7                | -                | - | -                    | -                    | -                    |                      |                      |
| 2008-2009  | Panthers de la Floride            | LNH        | 23 | 1                | 1                | 2                | 11               | -                | - | -                    | -                    | -                    |                      |                      |
| 2008-2009  | Americans de Rochester            | LAH        | 7  | 0                | 3                | 3                | 10               | -                | - | -                    | -                    | -                    |                      |                      |
| 2008-2009  | Lightning de Tampa Bay            | LNH        | 17 | 0                | 0                | 0                | 14               | -                | - | -                    | -                    | -                    |                      |                      |
| 2009-2010  | Wolves de Chicago                 | LAH        | 37 | 1                | 4                | 5                | 33               | 14               | 0 | 2                    | 2                    | 10                   |                      |                      |
| 2010-2011  | Wolves de Chicago                 | LAH        | 50 | 2                | 11               | 13               | 65               | -                | - | -                    | -                    | -                    |                      |                      |
| 2010-2011  | Thrashers d'Atlanta               | LNH        | 2  | 0                | 0                | 0                | 0                | -                | - | -                    | -                    | -                    |                      |                      |
| 2011-2012  | HV71                              | Elitserien | 51 | 4                | 6                | 10               | 85               | 6                | 1 | 1                    | 2                    | 0                    |                      |                      |
| 2012-2013  | Växjö Lakers HC                   | Elitserien | 43 | 8                | 9                | 17               | 56               | -                | - | -                    | -                    | -                    |                      |                      |
| 2013-2014  | Växjö Lakers HC                   | SHL        | 43 | 2                | 17               | 19               | 82               | 12               | 2 | 2                    | 4                    | 10                   |                      |                      |
| 2014-2015  | Växjö Lakers HC                   | SHL        | 52 | 5                | 23               | 28               | 100              | 17               | 2 | 4                    | 6                    | 53                   |                      |                      |
| 2015-2016  | MODO hockey                       | SHL        | 32 | 3                | 13               | 16               | 56               | 7                | 0 | 3                    | 3                    | 10                   |                      |                      |
| 2016-2017  | Malmö Redhawks                    | SHL        | 51 | 2                | 9                | 11               | 79               | 13               | 1 | 1                    | 2                    | 18                   |                      |                      |
| 2017-2018  | Växjö Lakers HC                   | SHL        | 26 | 4                | 5                | 9                | 63               | 3                | 0 | 0                    | 0                    | 0                    |                      |                      |
| Totaux LNH | Totaux LNH                        | Totaux LNH | 75 | 4                | 5                | 9                | 58               | -                | - | -                    | -                    | -                    |                      |                      |

### En équipe nationale
| Année | Équipe     | Compétition     |   | PJ | B | A | Pts | Pun      |  | Résultat |
| 2018  | États-Unis | Jeux olympiques | 5 | 0  | 0 | 0 | 4   | 7e place |  |          |